# Handbags and Gladrags
Handbags and Gladrags è un singolo del 1967 di Chris Farlowe, scritto dal cantautore britannico Mike d'Abo, nell'epoca in cui costui era il frontman dei Manfred Mann.
D'Abo descrive la canzone come "dire ad un'adolescente che la via verso la felicità non passa attraverso l'essere trendy. Ci sono valori più profondi".

## Versione di Rod Stewart
Nel 1969, Rod Stewart registrò una versione propria del brano per l'album An Old Raincoat Won't Ever Let You Down. La canzone venne arrangiata dallo stesso Mike d'Abo, che suonò anche la parte al pianoforte. Il brano non riuscì inizialmente ad imporsi in maniera significativa negli Stati Uniti, ma quando fu ripubblicato come singolo nel 1972, arrivò alla posizione numero 42 della Billboard Hot 100.
Sebbene non sia mai stato un singolo di successo per Stewart nel Regno Unito, la canzone ha acquisito popolarità in seguito al suo utilizzo per le serie televisiva The Office.